# Дадашева, Бриллиант Сулейман кызы
Бриллиант Сулейман кызы Дадашева (азерб. Brilliant Süleyman qızı Dadaşova; род. 15 сентября 1965 или 15 сентября 1959, Баку) — азербайджанская эстрадная певица, пианистка, телеведущая. Народная артистка Азербайджана (2008).

## Жизнь и творчество
Родилась в Баку в семье архитектора. Мать — гармонистка. Свою музыкальную карьеру начала в 1983 год в сотрудничестве с композитором Эльдаром Мансуровым. В 1986 году стала солисткой эстрадно-симфонического оркестра Азербайджанского телевидения и радио. В том же году записала в дуэте с Акифом Исламзаде песню «Всё прекрасно в жизни» (азерб. «Hər şey gözəldir həyatda»), которая в Азербайджане стала хитом 1986 года.
В 1987 год победила на Всесоюзном конкурса эстрадных певцов, после которого выпустила альбом народных песен. Весной 1989 году исполнила песню «Bayatilar» композитора Эльдара Мансурова. После распада СССР и обретения Азербайджаном независимости Бриллиант Дадашева стала первой певицей, представившей Азербайджан в России, выступив с сольными концертами в Москве и Санкт-Петербурге. В 1994 году вышел в свет клип на песню «Зулейха», который успешно транслировался на каналах Азербайджана, России, Казахстана и других стран. В 1995 году Бриллиант Дадашева выпустила очередной музыкальный альбом «Seveceyem», куда вошли исключительно песни композитора Джаваншира Гулиева. В 1998 году получила звание «Заслуженная артистка Азербайджана».
В том же году приняла участие в азербайджано-норвежском проекте музыки, где исполнила песни с хором Норвегии «Skruk».
В 1999 году была избрана в органы муниципалитета Сабаильского района города Баку.
В 2008 года вела передачу «Men sənətkaram» («Я корифей») на азербайджанском телеканале «Lider TV».
Указом президента Азербайджана Ильхама Алиева 17 сентября 2008 года Бриллиант Дадашевой было присвоено звание «Народная артистка Азербайджана».

## Семья
Является племянницей азербайджанского актёра Мелика Дадашева.

## Дискография
- 2004 — Səninləyəm[6]
- 2008 — Masal Dunyam
- 2015 — Menim Dünyam[7]